# Конвой «Вевак № 4»
Конвой «Вевак № 4» — японський конвой часів Другої світової війни, проведення якого відбувалось у травні 1943-го.
Пунктом призначення конвою став Вевак на північному узбережжі Нової Гвінеї, який після початку наприкінці 1942-го новогвінейського контрнаступу союзників був обраний японським командуванням для розташування головної бази на цьому острові. Вихідним пунктом був Палау — важливий транспортний хаб на заході Каролінських островів.
До складу конвою увійшли транспорти «Тейрю-Мару» (Teiryu Maru), «Йошида-Мару № 3» (Yoshida Maru No. 3), «Тохо-Мару» та «Мая-Мару» (Maya Maru), які мали на борту 4 тисячі військовослужбовців 41-ї піхотної дивізії, вантаж літаків, амуніції, продовольства та інших припасів. Охорону забезпечували есмінці «Амацукадзе» та «Уракадзе».
Конвой вийшов з порту 8 травня 1943-го, а наступної доби до нього приєднався транспорт «Аратама-Мару» у супроводі мисливця за підводними човнами CH-34.
Хоча поблизу Палау регулярно діяли американські підводні човни, а Вевак лежав у межах досяжності ворожої авіації, проте конвой пройшов без втрат. 11 квітня він досягнув Веваку, де розвантажився й тієї ж доби вийшов назад на Палау, куди прибув 17 травня.